# Serrat de Ventaiola
El Serrat de Ventaiola és una serra situada al municipi de Setcases a la comarca del Ripollès, amb una elevació màxima de 2.391 metres.